# Alicia Garza

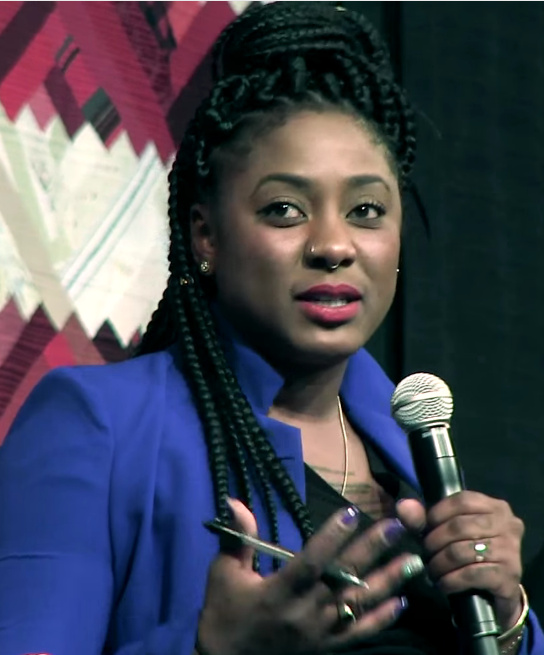
Alicia Garza (2016)

Alicia Garza (geboren am 4. Januar 1981 in Los Angeles) ist eine US-amerikanische schwarze Aktivistin und Autorin.

## Werdegang und Engagement
Garza wuchs im kalifornischen Oakland auf, wo sie noch heute lebt, und studierte bis 2002 Anthropologie und Soziologie an der University of California in San Diego. Sie ist seit 2008 verheiratet und wurde 2011 Vorsitzende der Organisation Right to the City Alliance, die sich in Oakland gegen Gentrifizierung und Polizeigewalt einsetzt.
Sie organisiert Veranstaltungen und engagiert sich im Themenbereich Gesundheit, Studenten- und Schülerbetreuung sowie deren Rechte, Rechte für Inlandsarbeiter, Beendigung der Polizeigewalt, Anti-Rassismus und Gewalt gegen Transsexuelle. Ihre Beiträge wurden veröffentlicht von „The Guardian“, „The Nation“, „The Feminist Wire“, „Rolling Stone“, „Huffington Post“ und „Truthout“. Sie leitet derzeit das spezielle Projekt der „National Domestic Workers Alliance“, zu deutsch etwa: „Nationales Bündnis Haushalts-Angestellter“. Außerdem war sie 2013 Mitbegründerin der „BlackLivesMatter“-Organisation und Bewegung. Bereits nach der Tötung des afroamerikanischen Jugendlichen Trayvon Martin durch George Zimmerman im Vorjahr verwendete sie die Worte Black Lives Matter erstmals in der Öffentlichkeit.
2017 wurden Garza und zwei weitere Gründerinnen der Bewegung mit dem Sydney Peace Prize ausgezeichnet. 2020 nannte die BBC Garza auf der Liste 100 Women und das Magazin Time zählte Garza und die Black-Lives-Matter-Mitgründerinnen Patrisse Cullors und Opal Tometi zu den 100 einflussreichsten Menschen des Jahres. Mittlerweile ist sie nicht mehr bei Black Lives Matter selbst aktiv, sondern stattdessen in der von ihr gegründeten Denkfabrik Black Futures Lab.
Garza ist Marxistin. Sie unterstützte Elizabeth Warren bei den Vorwahlen zur Präsidentschaftswahl in den Vereinigten Staaten 2020.